# Palotai-sziget
A Palotai-sziget helyi jelentőségű védett természeti terület Budapest IV. kerületében.
A Duna árterületén fekszik, szintje közel van az átlagos vízálláshoz. Már a kisebb árvizek is elöntik, így Budapesten egyedülálló, dzsungel-hangulatú vizes élőhely jött létre.

## Fekvése, története
A Palotai-sziget közvetlenül a Népsziget mellett fekszik, annak Duna felőli oldalán. Az Újpesti vasúti híd és a Rév utca közötti 100–300 m széles, 2,5 km hosszú sávra a sziget megjelölés inkább városrészként értendő. A folyamszabályozás során a Szentendrei-sziget déli csúcskénél, a váci főág és a szentendrei Duna ág összefolyásánál 1921-1923 között 600 méterre szűkítették az addig 830 méter szélességű medret. Miután a megyeri parton 1938-ban megnyílt a Tungsram strand, a hajdani sziget és az újpesti gát közötti meder elkezdett hordalékkal feltöltődni. A középső 1 km-es szakaszát az 1980-ra megépült Észak-pesti szennyvíztisztító foglalja el, ezt a mértékadó árvízszint (MÁSZ) fölé töltötték fel. A létesítmény felett és alatt a vízügyi szempontból hullámtérbe sorolt ártéri erdőt a nagyobb árvizek alkalmanként elöntik.
Ettől délre lapos, homokos partú félszigetként jelenik meg. 2008-ban a vasúti híd felújításakor a félsziget öblét kikotorták, így már alacsony vízálláskor is félsziget marad. Felmerült, hogy ezt a részt teljesen leválasztják a szennyvíztisztító gátjáról, valódi szigetet és motorcsónak-kikötőt létrehozva. Bár az öböl nem természetvédelmi terület, az állóvízben élő békák sokat adnak a hely hangulatához. 2010 végén a szennyvíztisztító bővítésének befejező munkái folytak, a további fejlesztésekről nem írtak a sajtóban.
A szennyvíztisztítótól északra mesterséges hullámtörő kősávot szórtak a partra (hajó-horgonyzóhely), de ettől beljebb a Háros-szigethez hasonló természetközeli állapot maradt, vízállástól függően holtágak, belső tavak keletkeznek. Erdőgazdálkodás nem folyik a területen, így a hordalék és a viharok talakítják az idelátogatók által kitaposott ösvényeket. 2010-ben tájékozódást könnyítő narancssárga T - tanösvény - jelzést festettek fel az 1990-ben még nyílegyenes földút nyomában.

## Élővilág
A dunai árterekre jellemző sűrű fűz-nyár ligeterdővel fedett. Ennek érdekessége, hogy párás, forró nyári napokon a fákról permetszerűen hull a nedvesség, érezhetően hűvösebb mikroklímát kialakítva. Télen jellemző a hajnali partmenti köd. Ennek az alacsony vízálláskor is alapvetően nedves közegnek köszönhetően gyors a korhadás, változatos színei vannak a különböző fabontó gombáknak. Jelentős a korhadó fákban élő ízeltlábú-fauna. Gyakori például a védett skarlátbogár (Cucujus cinnaberinus), amely Natura 2000 jelölőfaj, és a szintén védett diófacincér (Aegosoma scabricorne). Madárvilága is fajgazdag a viszonylag háborítatlan költőhelyek miatt, tavasszal a csicsergés elnyomja a közeli Váci út moraját. Budapest határain belül egyedül itt él vadon a medvehagyma (Allium ursinum).

## Megközelítés
- az M3 metró Újpest-Városkapu állomásától (P+R parkoló) gyalog a vasúti hídon a Népszigeten keresztül
- Újpestről a 96-os, 196-os busz végállomásáról, 104-es busz Béla utca megállótól gyalog a Rév utca felől
- Óbudáról gyalog/biciklivel a vasúti hídon a Népszigeten keresztül
- Békásmegyerről a Megyeri komppal a Rév utca felől
- Kajakkal/kenuval/csónakkal/kielboattal

Árvíz után nehezen - ha egyáltalán - járható. Első megközelítése dél felől ajánlott, az északi bejárata nehezen található. Nyáron sok a csalán és a szúnyog, a belső ösvény csak kötélidegzetűeknek ajánlott. Télen a belső tavak befagyhatnak, de életveszélyesen mély víz sehol nincsen.

## Lásd még
- Magyarország szigeteinek listája
- Budapest védett természeti értékeinek listája